# NGC 1995
NGC 1995 je dvostruka zvijezda u zviježđu Slikarskomu stalku. 

## Vanjske poveznice
- SEDS: NGC 1995